# Moho bishopi
Moho bishopi е изчезнал вид птица от семейство Mohoidae.

## Разпространение
Видът е разпространен в САЩ.